# قصر طوبة
قصر طوب أو قصر الطوبة أحد القصور التي شيدت في العصر الأموي، يقع حاليا في محافظة العاصمة في الأردن. يقع القصر على إحدى الطرق التجارية والتي كانت تربط البلقاء مع شمال الجزيرة العربية ونظرا لبعد هذا القصر ولموقعة النائي على بعد حوالي 140كم جنوب شرق عمان مما جعل استغلاله سياحيا أمر عسير .

## البناء والعمارة
بني قصر طوب على نمط قصر المشتى باستخدام مزيج من حجر جيري والطوب اللبن على شكل مستطيل تبلغ أبعاده 140 م في 72 م، ويدعم الجدران أبراج شبه مستديرة ما عدا الجانب الشمالي حيث يحيط العبارات 2 بنسبة 2 غرف مربعة. القسم الشمالي الغربي سليم تقريبا، وتوجد عدة أطوال الستار الجدار على الجانب الغربي. وهناك أيضا آبار تقع في مكان قريب، على مقربة من قاع نهر جاف.

## تاريخ

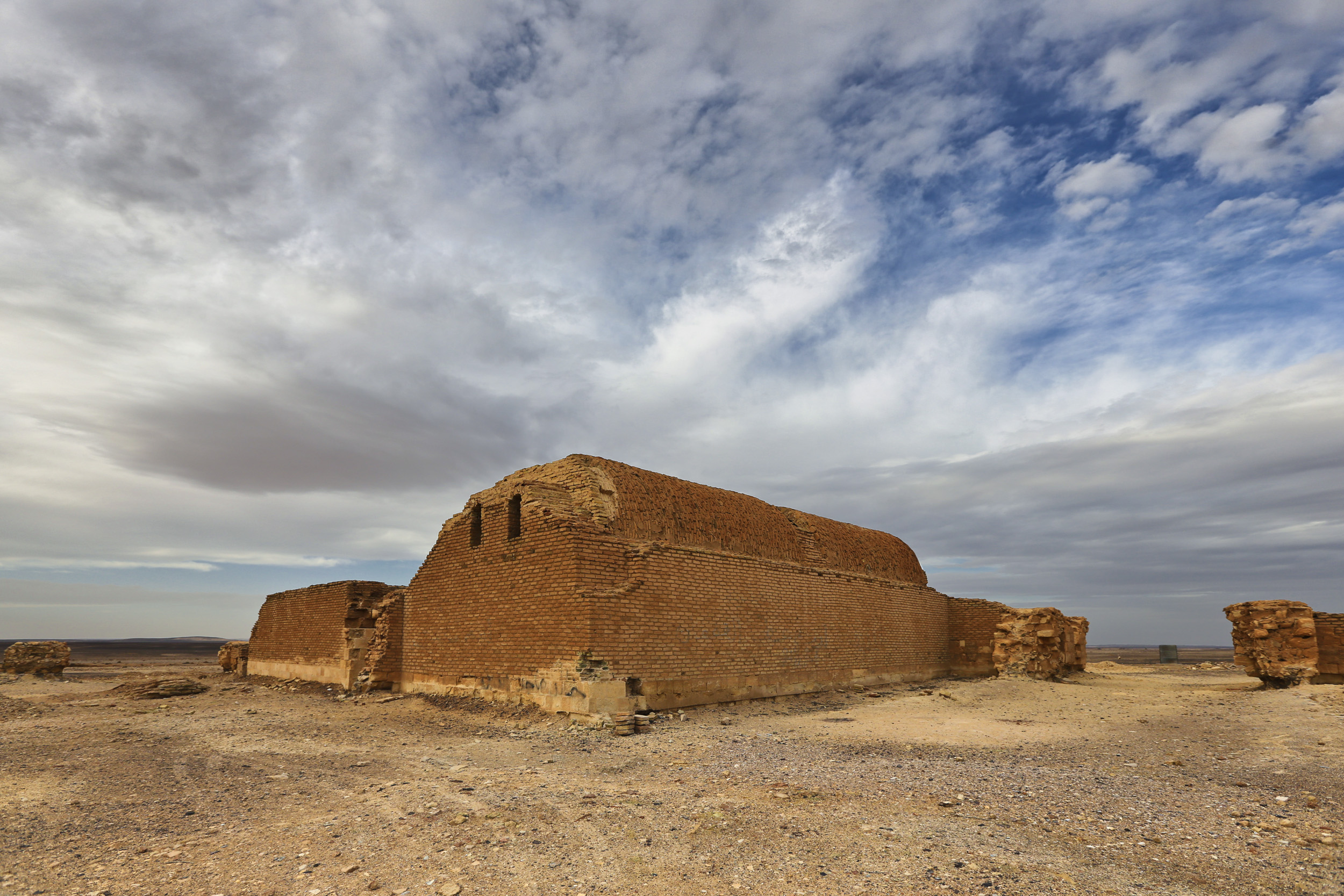
صورة شاملة للقصر توضح شكله المستطيل وسقفه المستدير

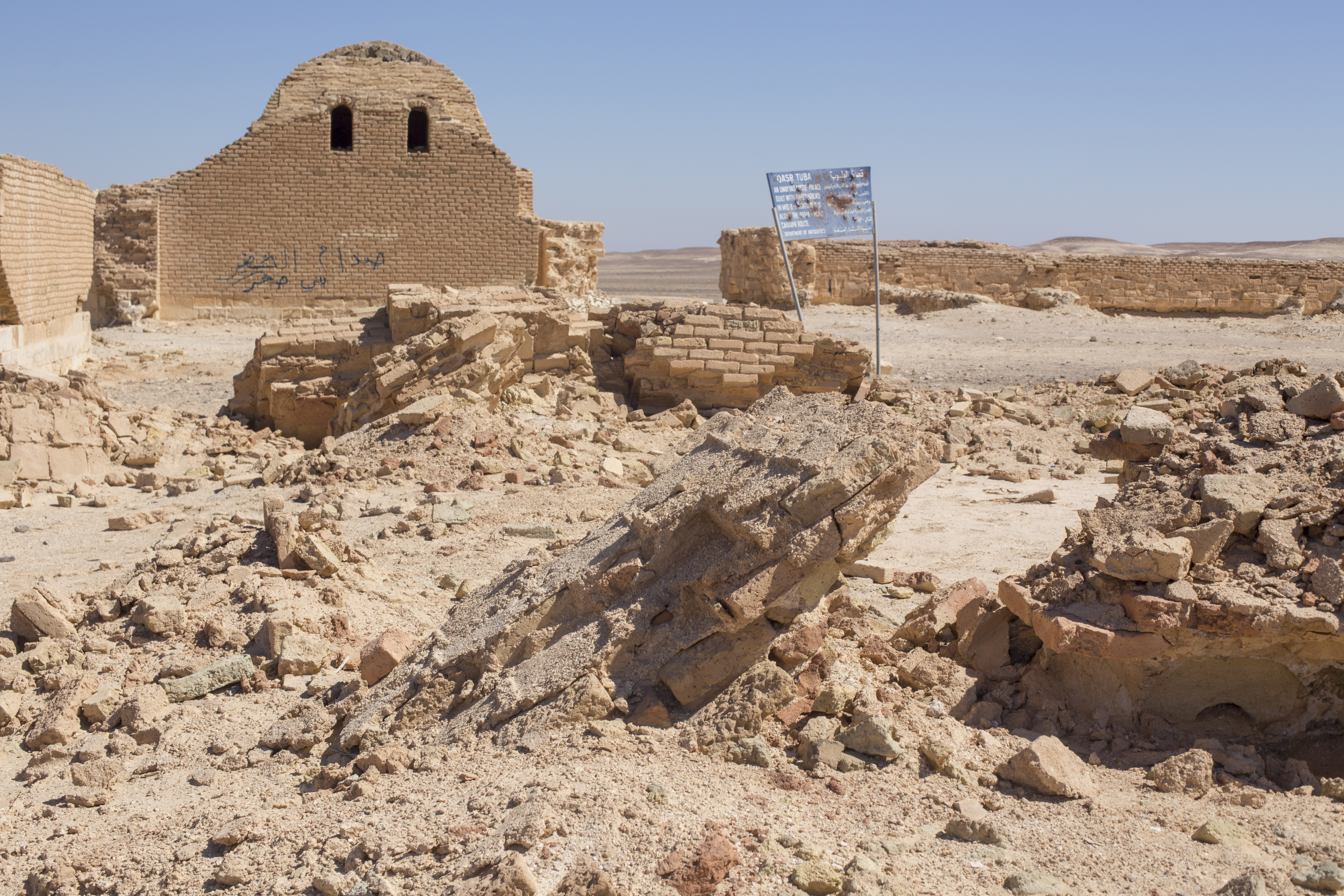
توضح الصورة البقايا الأثرية الموجودة في الجهة الأخرى للقصر

يرجع بعض الباحثين تاريخ هذا القصر إلى عهد الخليفة الأموي الوليد بن يزيد(743-744 م)، شُيد القصر في منطقة وعرة في البادية الأردنية على بعد 100كم إلى الجنوب الشرقي من عمان، وهو معاصر لقصر المشتّى ومثله لم يكتمل بناؤه الأصلي، وقد تهدمت أكثر أقسامه، وبقيت أجزاء من سوره ومبانيه، ويلاحظ أن تخطيط القصر دقيق ومنتظم، حيث يشبه قصرين متناظرين، متلاصقين، لكل منهما بابه المستقل الموجود في الجهة الشمالية بين برجين نصف دائريين. يضم القصرين سور واحد مستطيل، أطواله 140×73م، وهو مُحصّن بمجموعة من الأبراج نصف دائرية، موزعة على شكل خمسة أبراج من الشمال وبرجين من الشرق والغرب، وأربعة أبراج دائرية على الزوايا، وبرج في أوسط الجدار الجنوبي، وبرجين مربعين على جانبي كل مدخل من مداخل القصر، يفتح كل واحد منها على فناء محاط بمجموعة من الغرف المتباينة المساحة، والمتصلة فيما بينها عبر أبواب جانبية. تم ضم هذا القصر الي الأماكن السياحية في عام 1896 بواسطة المستكشف التشيكي الويس موسيل.

## روابط خارجية
- http://archnet.org/library/sites/one-site.jsp?site_id=7366 نسخة محفوظة 13 ديسمبر 2010 على موقع واي باك مشين. Qasr al-Tuba
- http://www.atlastours.net/jordan/qasr_tuba.html
- http://www.saudiaramcoworld.com/issue/199005/qasr.tuba.htm نسخة محفوظة 18 مارس 2014 على موقع واي باك مشين.
- https://petranightstours.com/jordan-tours http://www.select.jo/qasr-tuba.shtm

‌